# Little Portugal (Londres)
Little Portugal (Mini/Pequeno Portugal) é uma região no sul de Londres, especialmente ao redor de Stockwell, onde vive uma significativa comunidade lusitana.
A área corresponde geograficamente à área de South Lambeth.
A região começou a ser povoada por portugueses nas décadas de 1960 e 1970. Atualmente também é um reducto de brasileiros.
Há atualmente 27.000 portugueses nesta região.